# 陳傅
陳傅，字岩说，福建福州府闽县人，明朝政治人物。同進士出身。

## 生平
宣德十年（1435年），陳傅中式乙卯科福建乡试第五名舉人。正統元年（1436年）聯捷丙辰科進士，授刑科给事中，彈劾会昌伯孙忠、应城伯孙杰、福建参议颜择、御史丁俊、都督王瑜；后奉命册封琉球。因彈劾外戚，被下詔獄，后谪戍大同，死於衛所。后追贈太常寺少卿。